# Donhierro
Donhierro település Spanyolországban, Segovia tartományban. Donhierro Arévalo, Palacios de Goda, Montejo de Arévalo, San Cristóbal de la Vega, Rapariegos és Martín Muñoz de la Dehesa községekkel határos. Lakosainak száma 75 fő (2024).

## Népesség
A település népessége az elmúlt években az alábbi módon változott:
| Lakosok száma | 112  | 96   | 112  | 116  | 116  | 105  | 92   | 91   | 83   | 75   |
|               | 2001 | 2004 | 2007 | 2009 | 2012 | 2014 | 2017 | 2019 | 2022 | 2024 |